# Abdullah al-Sudairy
Abdullah Mohammed al-Sudairy (arabisch عبد الله محمد السديري, DMG ʿAbd Allāh Muḥammad as-Sudairī; * 2. Februar 1992 in Mekka) ist ein saudi-arabischer Fußballtorhüter.

## Karriere

### Klub
Er startete seine Karriere bei al-Hilal, mit denen er in seiner Zeit hier zwei Mal Meister und zwei Mal Pokalsieger wurde. Für die Spielzeit 2016/17 wechselte er schließlich auf Leihbasis zu al-Wahda, verblieb dort jedoch nicht, sondern wechselte anschließend fest zu al-Shabab. Nach zwei Saisons hier zog es ihn weiter zu al-Taqadom, wo er bis heute noch unter Vertrag steht.

### Nationalmannschaft
Sein erster und bislang einziger Einsatz für die saudi-arabische Nationalmannschaft war am 5. September 2013 bei einer 0:1-Freundschaftsspielniederlage gegen Neuseeland. Hier wurde er zur zweiten Halbzeit für Waleed Abdullah eingewechselt.